# Ga Jamwon
Ga Jamwon (Tiếng Hàn: 잠원역, Hanja: 蠶院驛) là ga tàu điện ngầm trên Tàu điện ngầm vùng thủ đô Seoul tuyến 3 ở Jamwon-dong, Seocho-gu, Seoul.

## Lịch sử
- 13 tháng 9 năm 1983: Tên ga Tàu điện ngầm Seoul tuyến 3 được quyết định là Ga Jamwon[2]
- 18 tháng 10 năm 1985: Bắt đầu hoạt động với việc khai trương đoạn Dongnimmun ~ Yangjae của Tàu điện ngầm Seoul tuyến 3[3]

## Bố trí ga
| Sinsa ↑            |
| \| N/B             |
| ↓ Xe buýt tốc hành |

| Hướng Bắc | ● Tuyến 3 | ← Hướng đi Sinsa · Chungmuro · Gupabal · Daehwa                                 |
| Hướng Nam | ● Tuyến 3 | → Hướng đi Xe buýt tốc hành · Đại học Giáo dục Quốc gia Seoul · Suseo · Ogeum → |

## Xung quanh nhà ga
| Lối ra \| 나가는 곳 \| Exit \| 出口 | Lối ra \| 나가는 곳 \| Exit \| 出口 |
| ----------------------------------- | --- |
| 1                                   | Jamwon-dong Trung tâm phúc lợi cộng đồng Banpo |
| 2                                   | Banpo 3-dong Trường trung học cơ sở Kyungwon Sinbanpo Xi APT Jamwon Jungang Heights APT NewCore Outlet Hướng đi Bến xe buýt tốc hành                                                                              |
| 3                                   | Trung tâm cộng đồng Banpo 3-dong Hướng tới trường tiểu học Banwon Acro Riverview APT Hanshin Medipia |
| 4                                   | Trung tâm cộng đồng Jamwon-dong/Trung tâm an toàn công cộng Jamwon Sinbanpo Raemian Palace Trường trung học cơ sở Shindong·Trường tiểu học Shindong Jamwon Hanshin APT Trung tâm Phụ nữ và Gia đình Seocho Jamwon |